# 14. ročník People's Choice Awards
14. ročník People's Choice Awards se konal 13. března 1988. Večer moderoval Carl Riner. Ceremoniál vysílala stanice CBS.

## Vítězové
Tučně jsou označeni vítězové.

### Film
| Nejlepší filmové drama | Nejoblíbenější filmová komedie |
| ---------------------- | ------------------------------ |
| Osudová přitažlivost   | Tři muži a nemluvně            |
| Nejoblíbenější herečka | Nejoblíbenější herec           |
| Glenn Close            | Michael Douglas                |

### Televize
| Nejoblíbenější televizní komedie                     | Nejoblíbenější televizní drama                  |
| ---------------------------------------------------- | ----------------------------------------------- |
| Cosby Show                                           | Právo v Los Angeles                             |
| Nejoblíbenější nový televizní seriál: drama          | Nejoblíbenější nový televizní seriál: komedie   |
| thirtysomething                                      | A Different World (remíza) My Two Dads (remíza) |
| Nejoblíbenější televizní herec                       | Nejoblíbenější televizní herečka                |
| Bill Cosby                                           | Cybill Shepherd                                 |
| Nejoblíbenější televizní herec: nový seriál          | Nejoblíbenější televizní herečka: nový seriál   |
| John Ritter                                          | Dolly Parton                                    |
| Nejoblíbenější mladý herec                           | Nejoblíbenější moderátor talk-show              |
| Kirk Cameron (remíza) Keshia Knight Pulliam (remíza) | Oprah Winfrey                                   |

### Hudba
| Nejoblíbenější zpěvačka                           | Nejoblíbenější zpěvák          |
| ------------------------------------------------- | ------------------------------ |
| Whitney Houston                                   | Kenny Rogers                   |
| Nejoblíbenější píseň všech dob                    | Nejoblíbenější rocková skupina |
| „Somewhere My Love (Lara's Theme)“, Doktor Živago | Bon Jovi                       |
| Nejoblíbenější hudební umělec všech dob           |                                |
| Barbra Streisand                                  |                                |

### Osoby
| Nejoblíbenější umělec všech dob: muž         | Nejoblíbenější umělec všech dob: žena          |
| -------------------------------------------- | ---------------------------------------------- |
| Bill Cosby                                   | Dolly Parton                                   |
| Nejoblíbenější filmový umělec všech dob: muž | Nejoblíbenější seriálový umělec všech dob: muž |
| Clint Eastwood                               | Bill Cosby                                     |